# Danilo Gorinšek
Danilo Gorinšek, slovenski igralec, pevec, režiser, libretist, prevajalec in dramatik, * 19. februar 1905, Lipnica, Avstrija, † 1988.

## Življenje
Večinoma je deloval v Mariboru. Prvič je nastopil kot igralec že leta 1922, v sezoni 1923/1924 je v Šentjakobskem gledališču v Ljubljani odigral vlogo dr. Pavla Muho v predstavi Ljubezen in ljubosumnost, avtorja Ladislava Novaka, v izvirniku Žarlivci, obiskoval je dramsko šolo, ki jo je vodil Milan Skrbinšek. Na začetku druge svetovne vojne je bil izgnan v Srbijo, leta 1942 je prišel v Ljubljano, kjer je nastopal do leta 1945. Tedaj se je vrnil v Maribor, kjer je kot igralec, pevec v operetah, lektor in režiser deloval do upokojitve leta 1964. Zadnje leto službovanja je bil direktor drame.

## Delo
- libreto za spevoigro Pavla Rasbergerja Rdeča kapica (1931)
- libreto za opereto Josipa Jiranka Vse za šalo (1938)
- dramatizacija Dobrega vojaka Švejka
- otroška igra Desetnica Alenčica (skupaj s Franom Rošem) (1951)
- mladinska igra Silni bič (1958)
- prevodi številnih operet, uprizorjenih v mariborski Operi